# Codice ATCvet QG51
Il codice ATCvet QG51 "Antinfettivi e antisettici per uso intrauterino" è un sottogruppo del sistema di classificazione Anatomico Terapeutico e Chimico, un sistema di codici alfanumerici sviluppato dall'OMS per la classificazione dei farmaci e altri prodotti medici. Il sottogruppo QG fa parte del gruppo anatomico G, farmaci per uso veterinario dell'Apparato genito-urinario.
Numeri nazionali della classificazione ATC possono includere codici aggiuntivi non presenti in questa lista, che segue la versione OMS.

## QG51A Antinfettivi e antisettici per uso intrauterino

### QG51AA Antibatterici
QG51AA01 Ossitetraciclina
QG51AA02 Tetraciclina
QG51AX03 Amoxicillina
QG51AA04 Gentamicina
QG51AX05 Cefapirina
QG51AA06 Rifaximina
QG51AA07 Cefquinome
QG51AA08 Clortetraciclina
QG51AA09 Formosulfatiazolo

### QG51AD Antisettici
QG51AD01 Iodopovidone
QG51AD02 Policresulene
QG51AD03 Acido perossiacetico
QG51AD30 Combinazioni di antisettici

### QG51AG Antinfettivi e/o antisettici, combinazioni per uso intrauterino
QG51AG01 Procaina benzilpenicillina, diidrostreptomicina e sulfadimidina
QG51AG02 Benzilpenicillina, diidrostreptomicina e sulfadimidina
QG51AG03 Tetraciclina, neomicina e sulfadimidina
QG51AG04 Ampicillina e oxacillina
QG51AG05 Ampicillina e cloxacillina
QG51AG06 Ossitetraciclina e neomicina
QG51AG07 Ampicillina e colistina